# دادهی
دادهی، روستایی از توابع بخش سرباز شهرستان سرباز در استان سیستان و بلوچستان ایران است.

## جمعیت
این روستا در دهستان سرکور قرار دارد و براساس سرشماری مرکز آمار ایران در سال ۱۳۸۵، جمعیت آن زیر سه خانوار بوده‌است.